# Desventuradas
Wyspy Desventuradas (hiszp. Wyspy Nieszczęśliwe) – grupa niewielkich, wulkanicznych wysp położonych na zachód od wybrzeża Chile.

## Krótki opis
Administracyjnie wyspy te są częścią prowincji Valparaíso. W ich skład wchodzą dwie główne wyspy: Isla San Félix i Isla San Ambrosio, reszta natomiast to skalne kolumny (Islote González, Roca Catedral). Łącznie Desventuradas zajmują powierzchnię niespełna 5,4 km².
- Isla San Ambrosio - 26°20′37″S 79°53′28″W/-26,343611 -79,891111; pow. 3,1 km²; najwyższe wzniesienie: 479 m n.p.m.
- Isla San Félix - 26°17′30″S 80°05′42″W/-26,291667 -80,095000; pow. 2,0 km²; Cerro Amarillo 193 m n.p.m.
- Islote González - 26°18′36″S 80°05′06″W/-26,310000 -80,085000; pow. 0,25 km²; 173 m n.p.m.
- Roca Catedral - 26°16′25″S 80°07′15″W/-26,273611 -80,120833; pow. 0,01 km²; 53 m n.p.m.

Wyspy mają duże znaczenie dla badaczy flory (krzewy i trawy) i fauny (wyłącznie ptaki). Na żadnej z nich nie ma stałego źródła wody. Na San Félix znajduje się pas startowy dla samolotów (własność chilijskiej marynarki wojennej), poza tym wyspy pozostają niezamieszkane. Wyspy zostały odkryte w 1574 roku przez Juana Fernándeza (prawdopodobnie widział je już wcześniej Ferdynand Magellan w 1520 roku).